# Oplossingsverzameling

De oplossingsverzameling voor de lineaire vergelijkingen x – y = –1 en 3 x + y = 9 is alleen het punt (2, 3).

In de wiskunde is een oplossingsverzameling een verzameling van mogelijke waarden die een variabele kan aannemen om te voldoen aan een of meer voorwaarden, waaronder ook vergelijkingen en ongelijkheden kunnen vallen. 

## Voorbeelden
In de volgende voorbeelden staat {\displaystyle V} voor de oplossingsverzameling.
- {\displaystyle x=1\qquad \;\,V=\left\{1\right\}}
- {\displaystyle x+2=5\;\;\,V=\left\{3\right\}}
- {\displaystyle {\frac {1}{x^{2}}}=9\qquad V=\{-{\tfrac {1}{3}};{\tfrac {1}{3}}\}}
- {\displaystyle x^{2}\leq 4\qquad V=[-2;2]\qquad \;\,V} is een interval
- {\displaystyle xy=1\qquad V=\left\{\left(x;{\frac {1}{x}}\right)|x\neq 0\right\}\qquad \;\,V} is een verzameling paren getallen.
- een stelsel vergelijkingen:

{\displaystyle {\begin{cases}{\begin{alignedat}{2}x+2y=8\\2x+y=7\end{alignedat}}\end{cases}}\qquad V=\{(2;3)\}}
- een merkwaardig product:

{\displaystyle x^{2}+2x-15=0\qquad V=\{3,-5\}}, immers: {\displaystyle x^{2}+2x-15=(x-3)(x+5)}